# Beschussamt (Deutschland)
In Deutschland gibt es fünf aktive Beschussämter, die für die Prüfung von Jagd-, Sport- und Verteidigungswaffen sowie deren Munition zuständig sind. Grundlage dafür bildet das Beschussgesetz.

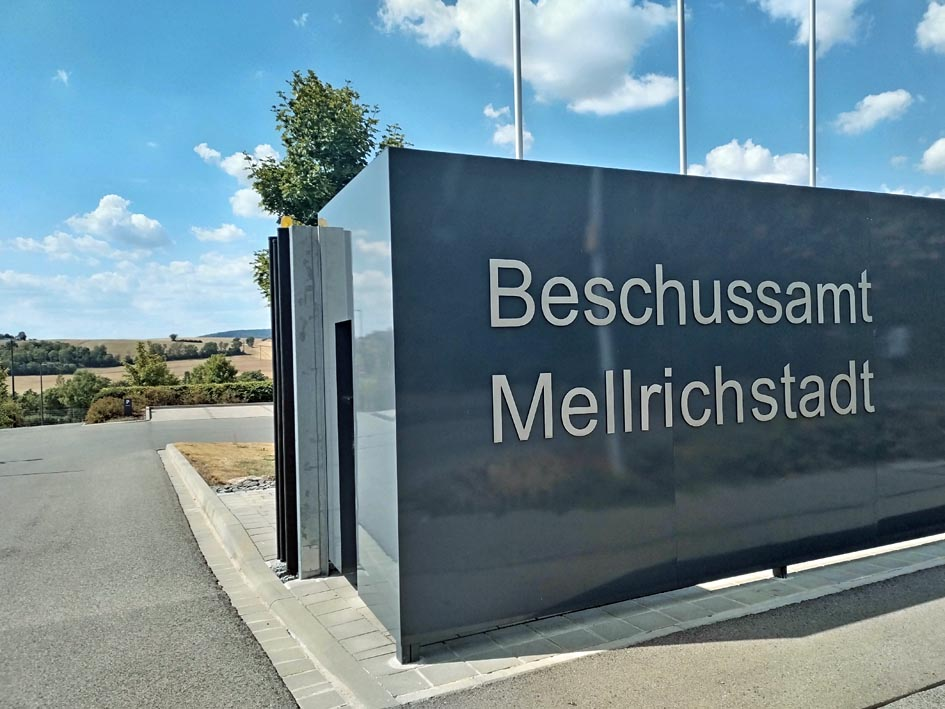
Beschussamt Mellrichstadt

## Geschichte
Zur Regulierung des Beschusswesens wurden in Deutschland mit dem Gesetz vom 19. Mai 1891 Beschussprüfungen für alle zivilen Feuerwaffen vorgeschrieben. Die vorgesehenen Prüfmarken (auch Beschussmarken oder -zeichen genannt) wurden per Verordnung vom 22. Juni 1892 vorgeschrieben. Die Prüfstellen wurden auf Anordnung der Landesregierungen zum 1. April 1893 eingerichtet. Es waren zuerst drei Beschussanstalten in Suhl, Zella-Mehlis und Oberndorf am Neckar, die später zu Beschussämtern wurden. Im Jahr 1905 gab es weitere Prüfstellen in Frankfurt an der Oder, Sömmerda, München und in Germersheim. Seit 1991 werden sieben aktive Ämter verzeichnet. Einige der zwischenzeitlich betriebenen Ämter wurden aufgegeben (siehe Abschnitt „Ehemalige Beschussämter“).

## Standorte
Die seit 1991 aktiven Ämter befinden sich in Hannover, Köln, Eckernförde, Mellrichstadt, München, Suhl und Ulm-Jungingen. Dabei unterscheiden sie sich in ihren Aufgaben. Während das Amt in Hannover nur Waffen prüft, finden in allen anderen Ämtern auch Munitionsprüfungen statt. In Mellrichstadt, München und Ulm wird außerdem Material geprüft wie z. B. Panzerglas, Schutzwesten, Sonderschutzfahrzeuge.

## Aufgaben
Die bekannteste Aufgabe der Beschussämter ist die Beschussprüfung. Darüber hinaus werden Waffen auch nach § 24 Waffengesetz gekennzeichnet und auf ihre Funktionssicherheit und Maßhaltigkeit geprüft. Jedes Beschussamt hat für diese Kennzeichnungen ein eigenes Ortszeichen, um z. B. nachvollziehen zu können, bei welchem Beschussamt die jeweilige Prüfung vorgenommen wurde.
Böller und Vorderlader, die bei öffentlichen Auftritten von Traditionsvereinen abgeschossen werden, müssen regelmäßig beschossen werden und es wird zudem eine Beschussbescheinigung ausgestellt. Für den Vertrieb von Munition muss diese sowohl im Hinblick auf ihren Typ, als auch auf die Gleichmäßigkeit in der industriellen Produktion geprüft werden.
Die Beschussämter erstellen außerdem Gutachten für Gerichte und Staatsanwaltschaften. Das Beschussamt in Ulm ist außerdem an der Erstellung von polizeilichen Pflichtenheften, z. B. für Polizeipistolen, beteiligt.

## Beschussämter
- Ortskennzeichen der deutschen Beschussämter

### Beschussamt Köln
Das Beschussamt Köln ist eine Betriebsstelle des nordrheinwestfälischen Landesbetriebes für Mess- und Eichwesen in Köln. Schwerpunkte der Tätigkeit sind Beschussprüfungen und Zulassungen.

### Beschussamt Mellrichstadt
Das Beschussamt Mellrichstadt ist auch als Bayerisches Landesamt für Maß und Gewicht bekannt, das die Funktion und den Status eines Beschussamtes hat.

### Beschussamt München
Das Beschussamt München ist auch als Bayerisches Landesamt für Maß und Gewicht bekannt, das die Funktion und den Status eines Beschussamtes hat.

### Beschussamt Suhl
Seit 1891 sind Funktionsprüfungen in Deutschland Pflicht. Das Beschussamt Suhl ist das älteste und das einzige, welches ununterbrochen arbeitet, zumal noch am historischen Ort. In den Mitteilungsblättern der Amtspresse Preußens findet sich unter dem Titel „Etat der Handels- und Gewerbeverwaltung“ vom 13. Januar 1893, Seite 2, die Notiz: „Neu aufgeführt sind 50 000 Mark Einnahmen der Beschußanstalt in Suhl.“ Das Beschussamt Suhl ist seit Ende des 20. Jahrhunderts dem Thüringer Landesamt für Mess- und Eichwesen angegliedert.

### Beschussamt Ulm
Das größte Beschussamt in Deutschland liegt in Ulm-Jungingen. Das Beschussamt Ulm wurde 1952 gegründet und ist dem Regierungspräsidium Tübingen als Referat 106 (Beschusswesen, Sicherheitstechnik) angegliedert. Es ist unter anderem mit 100 m-Schießbahnen, Freigelände für Sprengprüfungen, vier Beschusskammern und verschiedenen Materialprüfmaschinen ausgestattet. Außerdem verfügt man dort über rund 200 Prüfläufe für entsprechend viele Munitionssorten.
In Ulm werden rund 70 % der deutschen Beschussprüfungen vorgenommen. Wegen der diversen großen Waffenhersteller im Einzugsgebiet des Beschussamtes unterhält man „Abfertigungsstellen“ bei Blaser, Heckler & Koch, Feinwerkbau, J. G. Anschütz und Carl Walther GmbH. Dabei müssen auch sogenannte Schreckschuss- und Signalwaffen beschossen werden, wenn sie ein Kaliber über 7 mm aufweisen.

### Ehemalige Beschussämter
In Deutschland sind weitere Beschussämter bekannt (ehemals auch Beschussanstalten genannt), die eigene Beschussmarken geführt haben. Es handelt sich dabei um die Beschussämter von Berlin, Frankfurt an der Oder, Germersheim, Hannover, Oberndorf am Neckar und Zella-Mehlis. Das Beschussamt in Zella-Mehlis wurde am 1. April 1893 in Betrieb genommen und 1949 zugunsten des Beschussamtes in Suhl aufgegeben. Detailliert sind die Vorgänge der letzten Zeit im Aktenvorgang „Beschußanstalten Suhl und Zella-Mehlis 1944–1949“ (Stadtarchiv Suhl, 2.5./70) festgehalten.
Das Beschussamt Kiel mit seiner seit 1974 bestehenden Beschussstelle in Eckernförde, die sich im Betrieb SIG Sauer befand, hatte den Beschussbetrieb 2017 offiziell eingestellt. Nach einer Übergangszeit mit Notbetrieb wurde die modernisierte Beschussstelle 2020 nach Investitionen in Höhe von 400.000 Euro von der übergeordneten Behörde Eichdirektion Nord wieder eröffnet. Nach der Schließung des Werkes von SIG Sauer zum Jahresende 2020 wurde die Beschussstelle zum 1. Juni 2021 erneut geschlossen.

## Kritik
Der Bayerische Oberste Rechnungshof kritisierte 2019, dass die bayerischen Beschussämter München und Mellrichstadt nicht wie gefordert ihre Wirtschaftlichkeit nachweisen konnten. Den Einnahmen von 2,4 Mio. € standen Ausgaben von 2,9 Mio. € gegenüber.

## Andere Behörden
Einige Aufgaben in diesem Zusammenhang übernehmen auch andere Behörden. So ist die Physikalisch-Technische Bundesanstalt (PTB) für die Bauartzulassung von Handfeuerwaffen und Einsteckläufen zuständig und vergibt das PTB-Prüfzeichen. Die Bundesanstalt für Materialforschung und -prüfung (BAM) bearbeitet die Zulassung von pyrotechnischer Munition und vergibt die BAM-Kennzeichnungen.